# Philippe Favier
Pour les articles homonymes, voir Favier.
Philippe Favier, né le 12 juin 1957 à Saint-Étienne, est un artiste peintre et graveur, spécialisé dans les miniatures et les petits formats en noir et blanc. Il est également scénographe (opéra et danse).
Il a réalisé de très grands formats en couleur exposés pour la première fois au musée national du jeu de Paume à Paris en 1995.
Il utilise divers matériaux tels les boîtes de sardines exposées au musée d'art moderne de Saint-Étienne, aussi bien que la cartoline, le papier Ingres, les ardoises, les cartes de géographie ou les photographies, ainsi que diverses techniques : pointe-sèche, eau-forte, émail sur verre, encre de Chine ou encore les collages.

Lauréat des prix de Rome de peinture et de gravure en 1985, remarqué dès ses premières expositions par la critique, il n'a pas été influencé par un courant quelconque, trouvant lui-même une voie originale. Éric Holder écrit 

« qu'il est arrivé tout fait sur la scène artistique, sans tâtonnements. Dès sa première exposition de 1981, des critiques avertis comme Marcelin Pleynet ont flairé ce qu'on appelle d'ordinaire le talent […] et dont la maturité ira grandissant. »

Il a également participé à de nombreux ouvrages dont En territoire cheyenne avec Éric Chevillard (2009), Ana (2003), Géographie à l'usage des gauchers (2005), Les Chiens errants de Bucarest avec Lionel Bourg (2002).

## Parcours artistique

### Formation et premiers travaux 1979-1980
Dessinateur de presse en 1977 à L'Hebdo de Saint-Étienne, il devient infirmier à l'hôpital psychiatrique Saint Jean Bonnefonds de la même ville et il suit en même temps des cours du soir pour préparer son baccalauréat qu'il obtient en 1979. Il s'inscrit alors à l'école régionale des beaux-arts de Saint-Étienne où il a  notamment comme professeurs Bernard Ceysson, Daniel Abadie, Jean-Marc Scanreigh.
D'abord influencé par l'art conceptuel et le land art, il abandonne très vite cette voie pour réaliser de petits dessins au stylo à bille qu'il découpe et fixe directement sur le mur, dont il dit que ces dessins étaient « […] en réaction avec ses travaux précédents. »
Selon Éric  Holder, le jeune Favier qui a passé son enfance dans la mercerie de ses parents à jouer seul avec les cartons et les rubans, est mal fait pour l'enseignement traditionnel. « Ses miniatures découpées et collées directement contre le mur sont la marque d'une détermination farouche à entrer dans un univers qui ne connaît ni d'influences, ni d'équivalences. » Holder remarque aussi que « les très nombreuses expositions qui lui seront consacrées par la suite à Tokyo, Madrid, ou aux États-Unis, garderont la trace de ses premiers travaux au stylo à bille »

### 1981-1984
Après une première exposition à la galerie Napalm de Saint Étienne, Favier est sélectionné par Suzanne Pagé pour participer à l'exposition Ateliers 81-82 au musée d'art moderne de la ville de Paris, qui présente aussi Jean-Michel Alberola et Robert Combas, Bernard Ceysson présente la première exposition personnelle de Favier au musée d'art et d'industrie de Saint-Étienne où Gilbert Lascault entreprend une analyse des miniatures en papier découpé: « […] il peint des œuvres qui visent à égayer des espaces, à perturber la régularité d'un mur, non pas à l'occuper ou à quadriller. »
Le jeune artiste avait déjà été remarqué par Marcelin Pleynet à la galerie N.R.A à Paris, quelques mois plus tôt.
De 1981 à 1984, il participe à un grand nombre d'expositions : Biennale de Paris, ELAC de Lyon, et en 1984, il est sélectionné par Daniel Abadie pour la Biennale de Venise avec onze autres artistes français pour l'exposition Peinture en France  au Palazzo Sagredo (Ca' Sagredo), non loin de la Ca' d'Oro.

### 1985-1990
En 1985 la manufacture nationale de Sèvres édite une assiette avec le décor Les Petits Singes en or imprimé sur fond blanc, de Philippe Favier (qui avait présenté huit projets pour cette commande). Cette année-là l'artiste inaugure une technique nouvelle : l'émail à froid sur verre. Les dessins sont réalisés sur des couvercles de boîtes de sardine ou sur des morceaux de verre cassés de très petits formats. Lauréat des prix de Rome de peinture et de gravure en 1985, il est censé résider à la Villa Médicis pendant deux ans. Il en partira au bout de sept jours, expliquant dans une lettre du 3 février 1986 qu'il ne peut revenir pour des raisons de santé. En réalité, Favier a horreur de sortir de chez lui ainsi qu'il le confie à Françoise-Claire Prodhon dans le mensuel Flash-Art. Mais il retournera plusieurs fois pour de courts séjours à la villa Médicis avant de la quitter définitivement. Son séjour est ainsi évalué à six mois selon Henri François-Debailleux. Évoqué lors d'une entrevue avec Thierry Ardisson du 31 mars 1900 de la série Lunettes noires pour nuits blanches, dont la vidéo est conservée dans les archives de l'INA, ce séjour est ramené à trois mois
1986 est une année faste pour l'artiste qui est reconnu aux États-Unis : la revue Eighty Magazine consacre son numéro de janvier-février (no 11) à Martial Raysse et Philippe Favier. Quelques mois plus tard les travaux de Favier sont présentés au Musée Solomon R. Guggenheim de New York dans une exposition collective intitulée « Angle of vision. French art today ». Il est remarqué par le critique d'art John Russell du New York Times qui écrit : « Favier travaille dans le petit, le très petit, le si petit que dans un cadre moins édifiant que celui du Guggenheim, on en viendrait à prendre ses œuvres pour un exemple de négligé domestique (…) ses œuvres sont posées à même le mur. » L'exposition collective est suivie en décembre de la même année d'une exposition personnelle à la galerie Farideh Cadot de New York. Elle est constituée pour l'essentiel de pièces de verre, cassées ou non cassées.
Tout en enseignant à temps partiel à l'École régionale des beaux-arts de Saint-Étienne, Favier expose dès 1987 à la galerie Yvon Lambert de Paris une série  de peintures sur verre intitulées Parisiana qu'il a réalisées en hommage à son père disparu, qui tenait avec sa mère les samedi et dimanche un dancing (le Parisiana) dans les environs de Saint-Étienne. Parisiana est un ensemble de boîtes de sardines peintes  qui forment une sorte d'abécédaire du lexique visuel de l'artiste selon Françoise-Claire Proudhon.
La première grande rétrospective de ses œuvres a lieu en Finlande, au Nordic art center de Helsinki, en mai 1988.
En 1989, Favier change de format avec une technique différente : il utilise la peinture et l'encre sérigraphique sur des panneaux de cartoline de 160 × 120 cm, de grands formats qui semblent très différents des miniatures, et  que l'artiste  continuera à réaliser parce que « c'est un travail debout au lieu que d'être assis, ce qui est pour moi un énorme changement. »

### «Hooloomooloo» et les années 1990
« Hooloomooloo » est le titre d'une série d'eaux-fortes sur cuivre, de forme circulaire, dont les titres diffèrent. Ces œuvres ont en commun  la circularité, le format, et sans doute aussi la symbolique du rond comme lieu de rassemblement ainsi que l'explique Éric Holder : 
Ce sont des miniatures réalisées à peu près toutes la même année (1996), d'autres retouchées par la suite comme Hooloomooloo rehaut au stylo à bille sur eau-forte sur cuivre, diamètre 12,5 cm (atelier René Tazé, 1 exemplaire), Épouvantail (Hooloomooloo), eau-forte sur cuivre diamètre 12,5 cm, atelier Tazé, édition galerie La Hune-Brenner, 14 exemplaires Hooloomooloo II, eau-forte sur cuivre diamètre 12,5 cm, atelier Tazé, édition galerie La Hune-Brenner, 14 exemplaires,  Il faut savoir prendre sur soi! un asticot Hooloomooloo, eau-forte sur cuivre tirage rehaussé sur papier Arche noir Mortadella Stella(Hoolloomoooloo)  eau-forte sur cuivre tirage rehaussé sur papier Arche noirIl faut savoir prendre sur soi! un asticot Hooloomooloo 1, eau-forte sur cuivre, Il faut savoir prendre sur soi! un asticot Hooloomooloo 2, même format même technique Mystère vain (Hooloomooloo), mêmes dimensions, mêmes tirages. Quelque chose comme de la patience (Hooloomooloo), eau-forte sur cuivre rehaussé sur papier Ingres couleur.
Ce mystérieux « Hooloomooloo » est issu d'un mot aborigène de Sydney Australie, dont l'origine et l'orthographe restent floues. Selon les premiers écrits de l'anthropologue J.D. McCarthy en  1946, Woolloomooloo (sans h) serait une déformation de Wallamullah, signifiant soit lieu de rassemblement, soit petit kangourou noir (Wallabahmullah). On ignore où Favier est allé pêcher ce détail confidentiel. On sait seulement qu'il lit beaucoup et s'intéresse à tout.
En 1996, Favier est exposé au musée du Jeu de Paume en même temps que l'artiste catalan Miquel Barceló (Favier au premier étage, Barceló au rez—de-chaussée) bien que les deux artistes n'aient aucun rapport comme le souligne Olivier Céna : « En même temps — on ne sait trop pourquoi —, se tient une exposition consacrée au peintre catalan Miquel Barceló. » Pour l'occasion, il collabore une seconde fois avec la manufacture nationale de Sèvres et décore un ensemble de 15 vases, vendu pendant l'exposition.
Philippe Favier a également produit de très grands formats circulaires  ou rectangulaires dont une partie de la série Iflomène est la propriété de la Société générale. La Légende d’Iflomène 1996, diamètre 150 cm peinture et gravure à la main sur verre, La Légende d’Iflomène, partie II, 1996, 150 × 252 cm, peinture et gravure à la main Collection Société Générale, La Légende d’Iflomène, partie III 1996 150 × 252 cm, peinture et gravure à la main sur verre. Collection Société générale La Légende d’Iflomène, partie IV, 1996, peinture et gravure à la main sur verre 149,5 × 240 cm. Collection Société générale
La production de Philippe Favier est énorme. La même décennie voit naître ses écrits en même temps que la série des Micro-climats

### Voyage en Faviérie années 2000
Le titre de cette section est celui choisi par Éric Holder pour présenter le catalogue des 191 œuvres de l'artiste exposées du 21 novembre au 31 décembre 2000 dans la crypte du site Richelieu de la BnF. Le titre de l'exposition : Philippe Favier, dès l'équilibre est aussi le titre du catalogue édité par les Cahiers intempestifs de Saint-Étienne. Il s'agit essentiellement de mettre en valeur travail de graveur, qui, selon Marie-Hélène Gatto « tout en mettant en œuvre des moyens relativement rudimentaires, est, pour Favier, un lieu de liberté et de recherches raffinées où la cruauté  est contrebalancée par l'humour, et la dérision, et où l'étrangeté et l'excentricité apparaissent cependant familières. »
En 2000, dans le cadre d'une commande publique, il a réalisé pour la Chalcographie du Louvre deux gravures à l'eau-forte intitulées Fil de rien et Résonance.
Favier aborde aussi l'écriture, le dessin, la sculpture. Ses œuvres sont confiées actuellement à la galerie Guy Bärtschi de Genève.
Il réalise une nouvelle fois en collaboration avec la manufacture nationale de Sèvres le service de table dit « du Millénaire », avec des décors en or sur fond bleu de Sèvres, et destiné aux dîners d'apparat de la présidence de la République au palais de l'Élysée.
En 2018, il reçoit une commande publique pour l'éclairage nocturne du quartier des musées dans le centre historique de Rouen.
Depuis 2012, son travail est documenté sur le réseau Documents d'artistes.

## Œuvres (sélection)
- Champ de choux-fleurs à Chambourcy, 1981, encre de Chine, stylo-bille sur papier découpé collé sur panneau, 11 × 22 cm (surface de collage), musée d'art de Toulon.
- P.I.L.I. (plan indicateur lumineux d'itinéraire), 2000, installée dans la station de métro Pyramides de la ligne 14.

## Sélection d'expositions
- 1981 :
  - 1re exposition, galerie Napalm, Saint-Étienne (dessins et collages miniature)
  - Ateliers 81-82, musée d’Art Moderne de la ville de Paris, premières gravures
- 1982 : Musée d'art et d'industrie de Saint-Étienne
- 1983 : Figures imposées, ELAC de Lyon
- 1984 : Villa Médicis (lauréat du prix de Rome)
- 1986 :
  - Musée de l'abbaye Sainte-Croix, Sables-d'Olonne
  - Villa Arson, Nice
- 1987 :
  - Galerie Yvon Lambert, Paris (série de peintures sur verre, hommage à son père disparu)
  - FIAC 87
- 1988 :
  - Hôtel de ville de Paris (avec Eric Dalbis et Denis Laget)
  - Biennale de Venise
- 1990 :
  - Musée des beaux-arts d'Agen
  - Musée des beaux-arts de Carcassonne
- 1991 : Biennale de Lyon, halle Tony Garnier
- 1992 :
  - Instituts français d’Athènes et de Thessalonique
  - Musée d’Art moderne d'Ankara
  - Centre culturel de Marrakech Maroc
- 1994 :
  - Centre d’Art Contemporain de Saint-Priest
  - Rétrospective au musée d’Art et d’Histoire de Genève
- 1996 : Rétrospective à la galerie nationale du Jeu de Paume et au musée d’art moderne de Saint-Étienne[38]
- 1999 : FIAC (Galerie Bärtschi)
- 2000 : Bibliothèque nationale de France, Paris
- 2004 : Musée d'art contemporain, Lyon
- 2005 : Musée de Grenoble
- 2006 : Château de Villeneuve, Vence
- 2012 :
  - Musée Granet, Aix-en-Provence[39]
  - Musée des beaux-arts de Chambéry[40]
- 2014 : travail récent (photos, collages, clouages), Maison européenne de la photographie
- 2014 : Prévert Polymorphe, Espace Jacques Villeglé

- 2023 : Galerie Ceysson & Bénérière, Saint-Étienne